# 82 (nombre)
« Quatre-vingt-deux » et « huitante-deux » redirigent ici. Pour l'année du calendrier julien, voir 82.
Le nombre 82 (quatre-vingt-deux, huitante-deux ou octante-deux) est l'entier naturel qui suit 81 et qui précède 83.

## En mathématiques
Le nombre 82 est :
- Un nombre composé brésilien car 82 = 2240 ;
- Un nombre de Pell compagnon (ou nombre de Pell-Lucas) : pour la suite un+2 = 2.un+1 + un, avec u0 = u1 = 2, 82 est le 6e terme : 2, 2, 6, 14, 34, 82…

## Dans d'autres domaines
Le nombre 82 est aussi :
- Le numéro atomique du plomb, un métal pauvre.
- le numéro de la sourate Al-Infitar dans le Coran.
- Le sixième nombre magique en physique, où les nucléons d'un noyau atomique forment des niveaux d'énergie complets.
- Le numéro de la galaxie irrégulière M82, dite Galaxie du Cigare, dans le catalogue Messier.
- L'indicatif téléphonique international pour appeler la Corée du Sud.
- M82, un système d'arcade créé par la société Irem.
- L'identifiant ISBN pour les livres publiés en Norvège.
- Le numéro du département français de Tarn-et-Garonne.
- Années historiques : -82, 82 ou 1982.
- Ligne 82 du tramway de Bruxelles.
- Un nombre apparaissant à plusieurs reprises dans le film Magnolia de Paul Thomas Anderson, en référence à la parabole 8:2 de l'Exode dans le Nouveau Testament, dans laquelle Dieu abat une pluie de grenouilles sur l'Égypte (événement qui a lieu à la fin du film à Los Angeles).